# Природонаучен музей, Бургас
Природонаучният музей в Бургас е от 4-те музея в групата на Регионалния исторически музей в град Бургас. Той е единственият по рода си музей в района на Южното Черноморие.
Експозицията на музея представя геологията и съвременното природно разнообразие на Югоизточна България с колекции като „Магичният свят на камъка“, „Флора и фауна на планината Странджа“ и „Птичи ресурси на бургаските влажни зони“.
Музеят допринася за опазването на природата на региона и повишаването на екологичното възпитание. Към музея функционира еко-клуб, лятно еко-училище и състезание за Купата на Природонаучния музей.

## История
През 1962 година Бюрото на Окръжния комитет на БКП – Бургас открива отдел „Природа“ в структурата на Окръжния Исторически музей в града. Основната задача на музея е да проучва природното богатство на района, да събира, хербаризира и препарира растения и животни, както и да покаже най-характерните образци в бъдеща експозиция. Първият уредник на отдела е Манол Манчев, който заедно със своите колеги Богомил Каракашев и Апостол Апостолов поставят началото на първите колекции в отдела – орнитологична, петрографска и минераложка и колекции от фосили.
Времето за създаване на всяка от тях се разделя на няколко периода.

### Първи етап
През този период в колекцията от птици постъпват само 58 експоната от 50 вида.
През 1968 година в Бургаския залив се открива колективна находка на младотерциерна фосилна бозайна фауна. През 1969 съвместно с отдел „Археология“ се провежда подводна експедиция и се извършват предварителни проучвания, който показват, че находката е богата и има значение за отдела. През 1973 година се провежда втора подводна експедиция, в резултат на която постъпва обилен фосилен материал от бивници и фрагменти от различни кости на мастодонти. Колективната находка поставя началото на колекцията от, с общо количество 86 екземпляра.

### Втори етап
През 1974 година комисия в състав Янко Керемидчиев – директор на ОИМ, ст.н.с. Георги Пешев – директор на НПМ, н.с. Димитрина Смилова и Николай Даскалов – определен от Съюз на българските художници за дизайнер на бъдещата експозиция разработва докладна записка за предоставяне на сградата на ул.“К.Фотинов“ 30 – паметник на културата.
През този период са набавени 239 експоната от 201 вида. С най-много видове са представени врабчови, дъждосвирцови, гъскови и соколоподобни. Така се развиват експозициите в двете зали „Птици“.
В периода 1977-1982 се провеждат няколко сбирки с цел да се набави достатъчно хербариен материал от флористичното богатство на района:
- Флора на Странджа планина /1977-1978 г./ – 1069 хербарийни листа от 234 вида и 68 семейства.
- Флора на Източна Стара планина /1979-1980 г./ – 1024 хербарийни листа от 213 вида и 52 семейства.
- Флора на Западна Странджа и Сакар планина /1979-1980 г./ – 1016 хербарийни листа от 210 вида и 55 семейства.

В резултат на това са събрани общо 3109 листа 657 вида и 175 семейства.
Започва създаването на нови колекции. Използвайки най-новите методи за дермопластична практика Александър Простов и Светлан Кирилов изработват колекция от пластмасови и гипсови отливки на риби, земноводни и влечуги. При подготовката на експозицията е събрана и колекцията от насекоми, включваща 2210 екземпляра от около 600 вида, принадлежащи към 54 разреда и семейства. Общият резултат от събирателската дейност през този втори етап от формирането на музейните колекции е постъпването на 6487 експоната.

### Трети етап
През този трети период колекцията от фосилни образци се обогатява с находки от терциерни бозайници и мекотели от различни места на района, от новото строителство в града и от Бургаския залив.

### Четвърти етап
Приземният етаж на музея се преустройва, за да приюти нова експозиция, посветена на минералното богатство. Обособени са три зали – минерали от Света, минерали от България, минерали от Странджанско-Сакарския регион. В първата зала е подредена временна експозиция от гигантски кристали и скъпоценни камъни, от фонда на Националния музей „Земята и хората“. 